# رزهای نامیده‌شده به نام اشخاص
فهرست رقم‌های کشاورزی که به نام شخصیت‌های حقیقی و داستانی نام گذاری شده‌اند به شرح زیر است:

## شخصیت‌های ایران
- داریوش بزرگ (۱۸۲۷ — Laffay, فرانسه)
- فرح پهلوی (۱۹۶۵ — Kordes, آلمان)
- عمر خیام (۱۸۹۳)

## شخصیت‌های دیگر کشورها

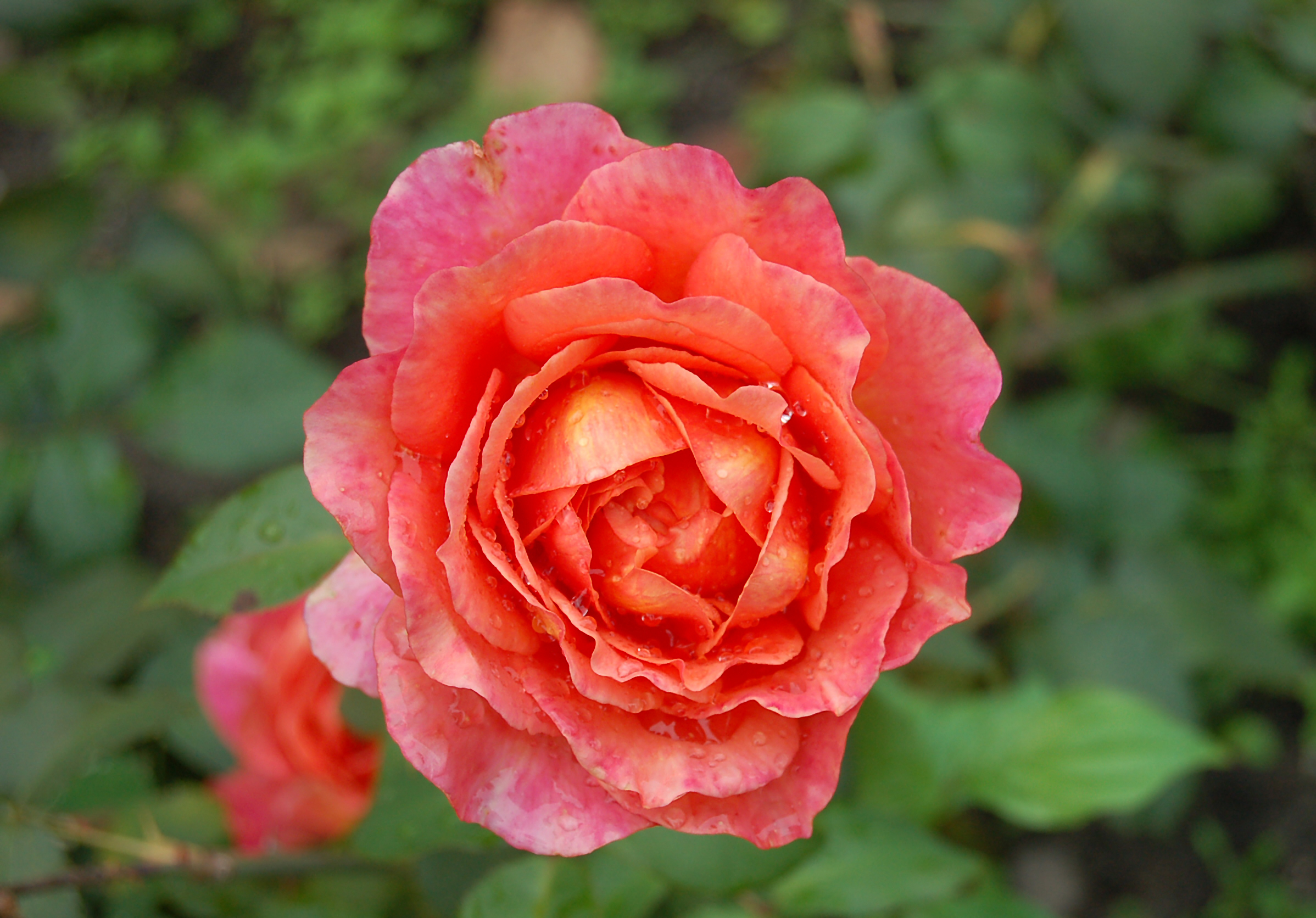
آلبرشت دورر

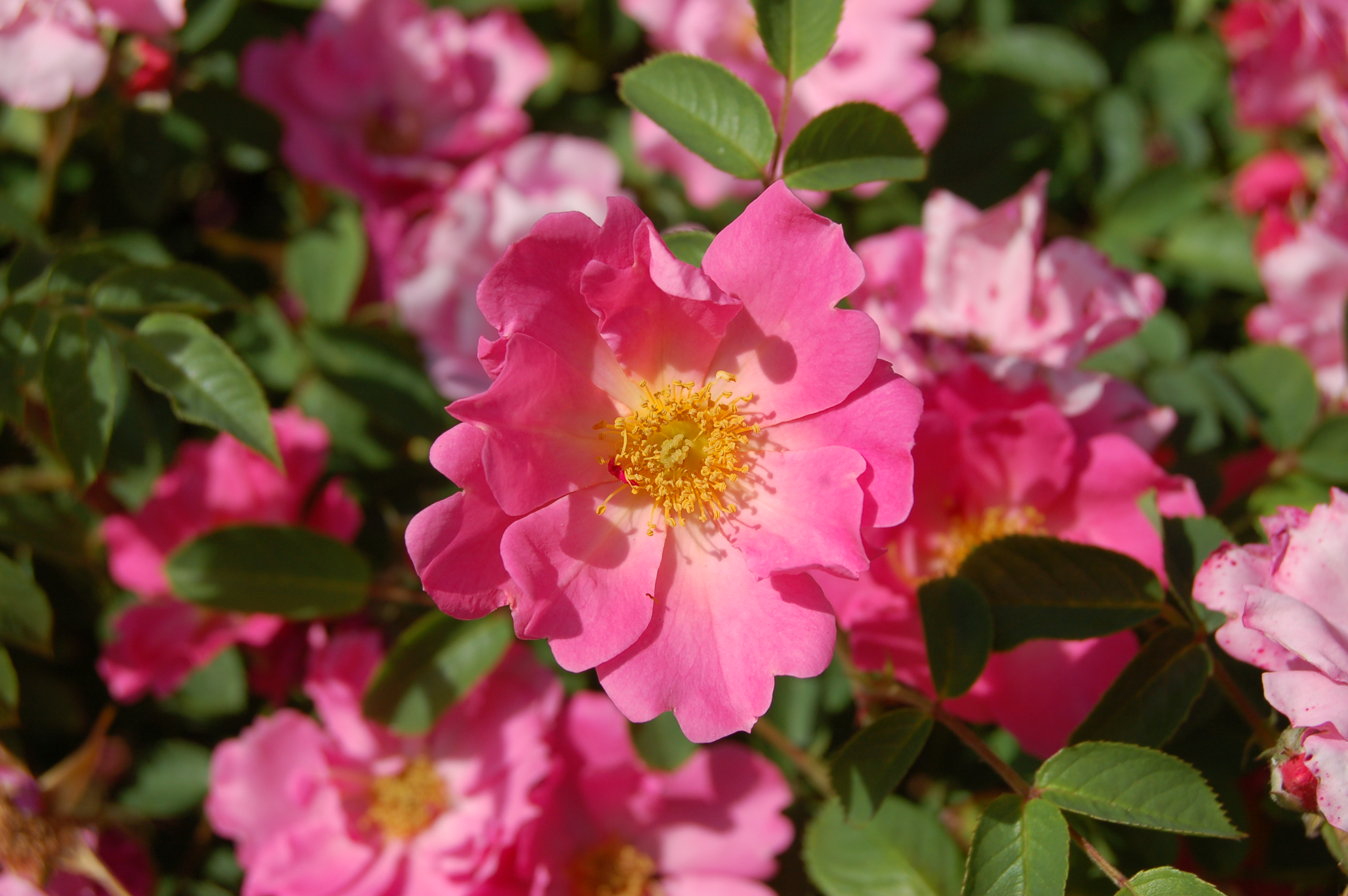
آسترید لیندگرن

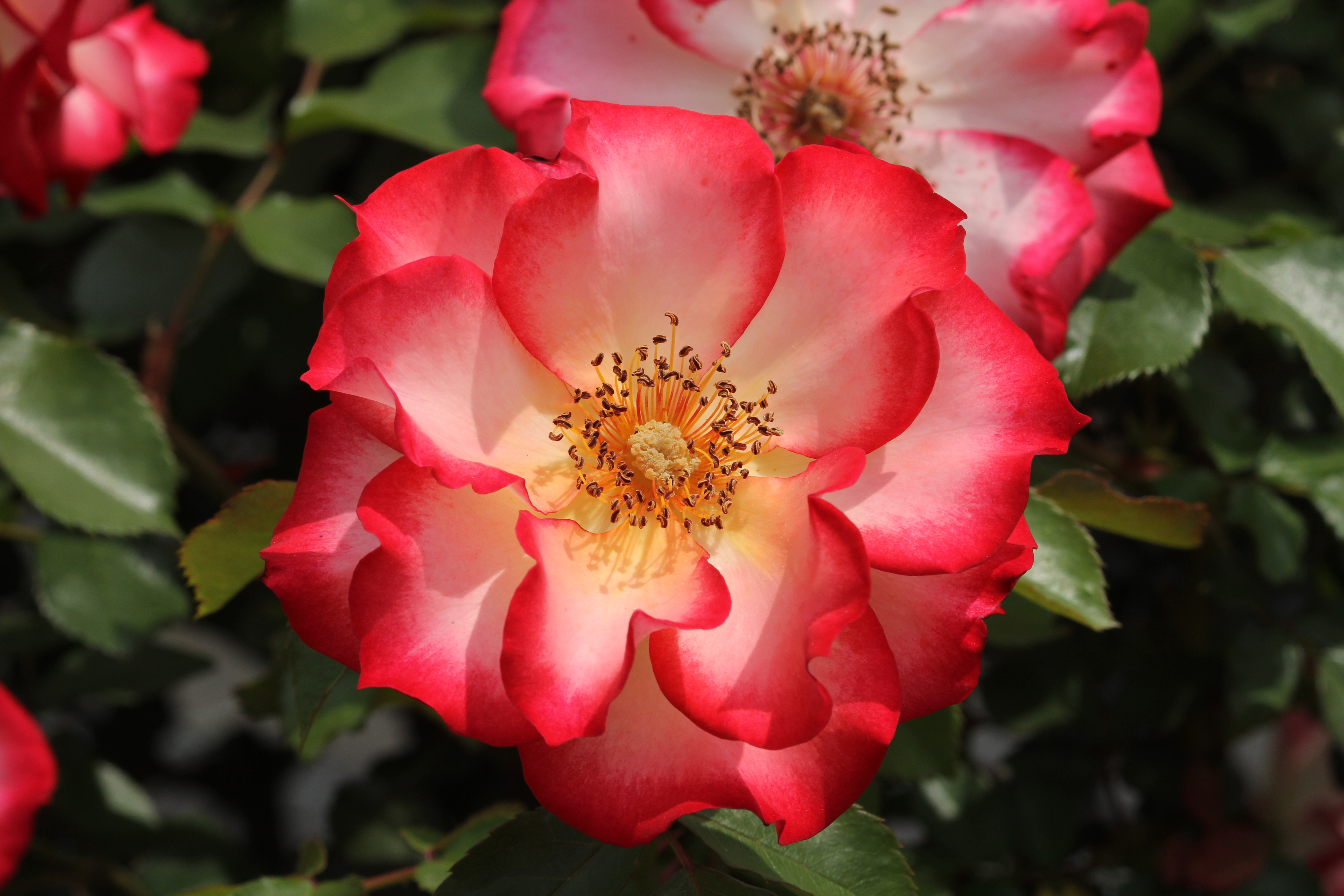
رز بتی بوپ

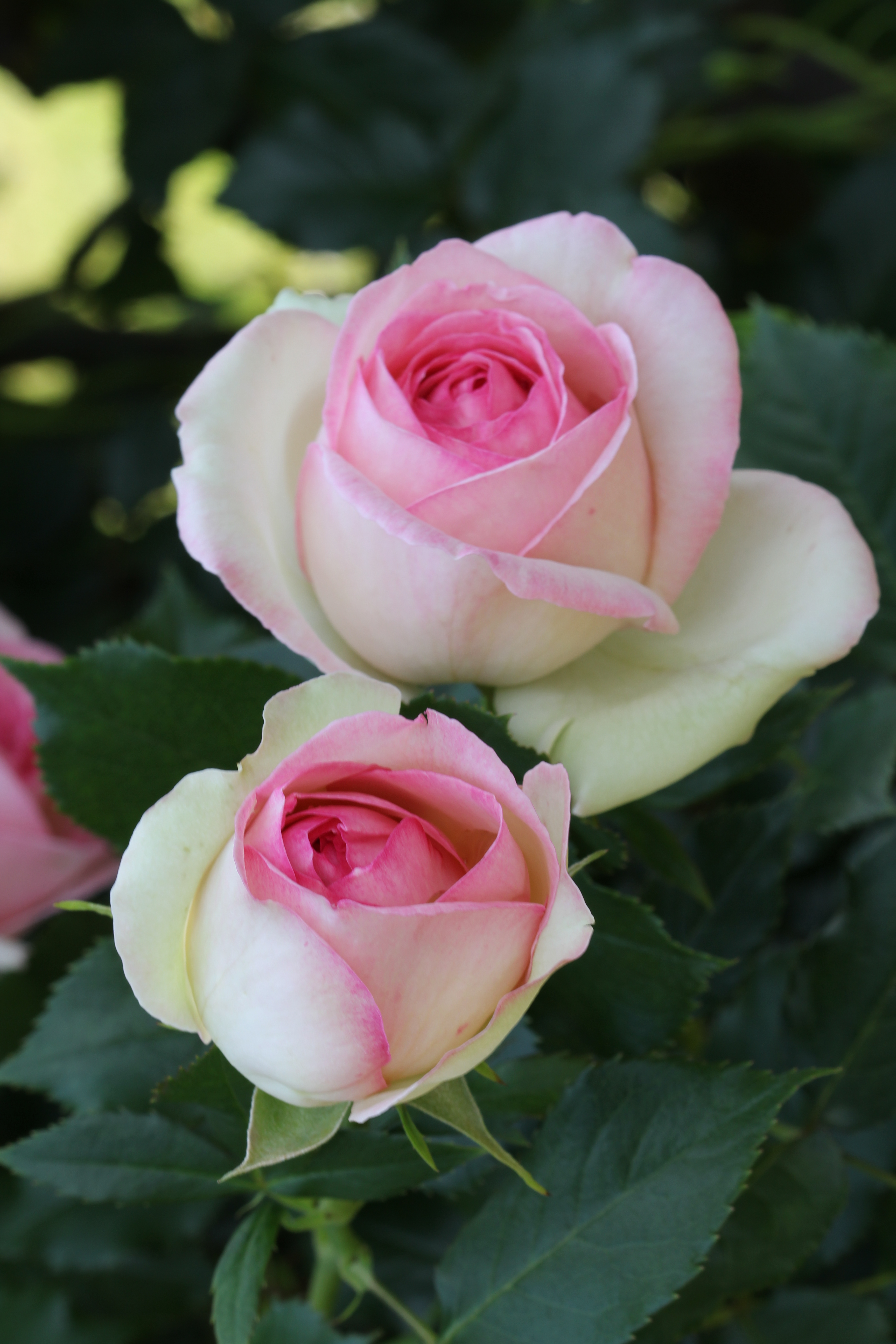
رز پییر دو رونسار

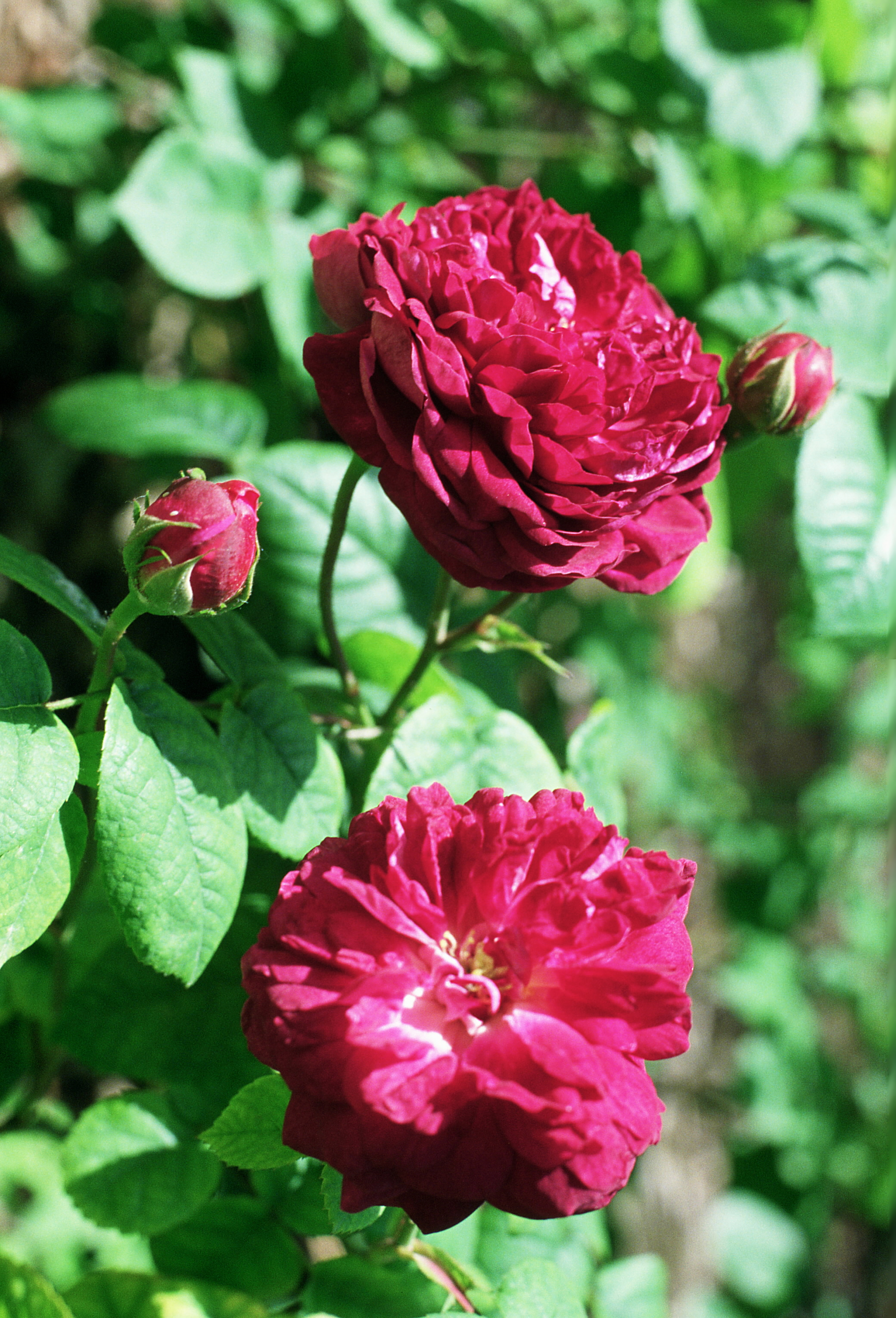
کاردینال ریشلیو

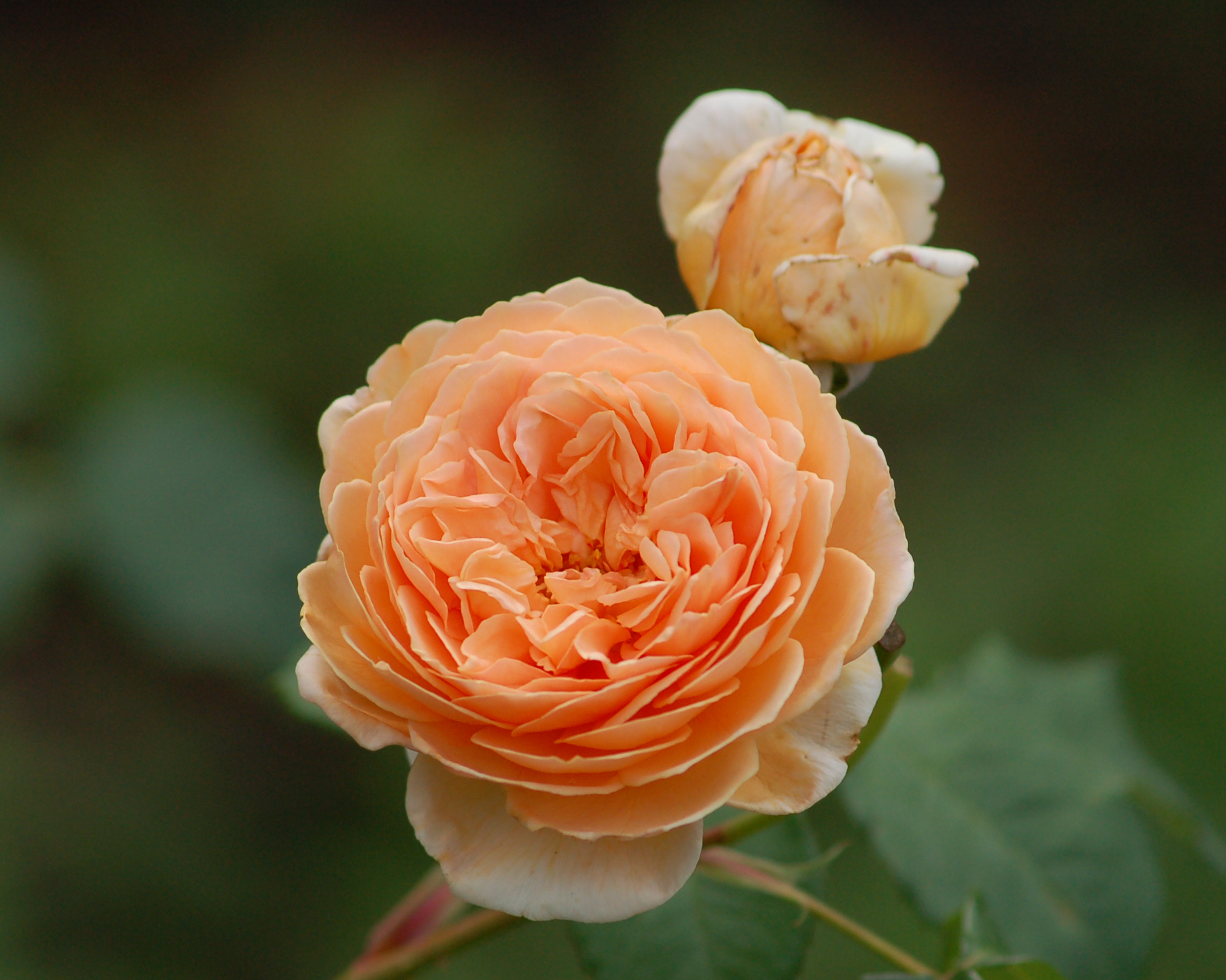
تاج پرنسس مارگارت

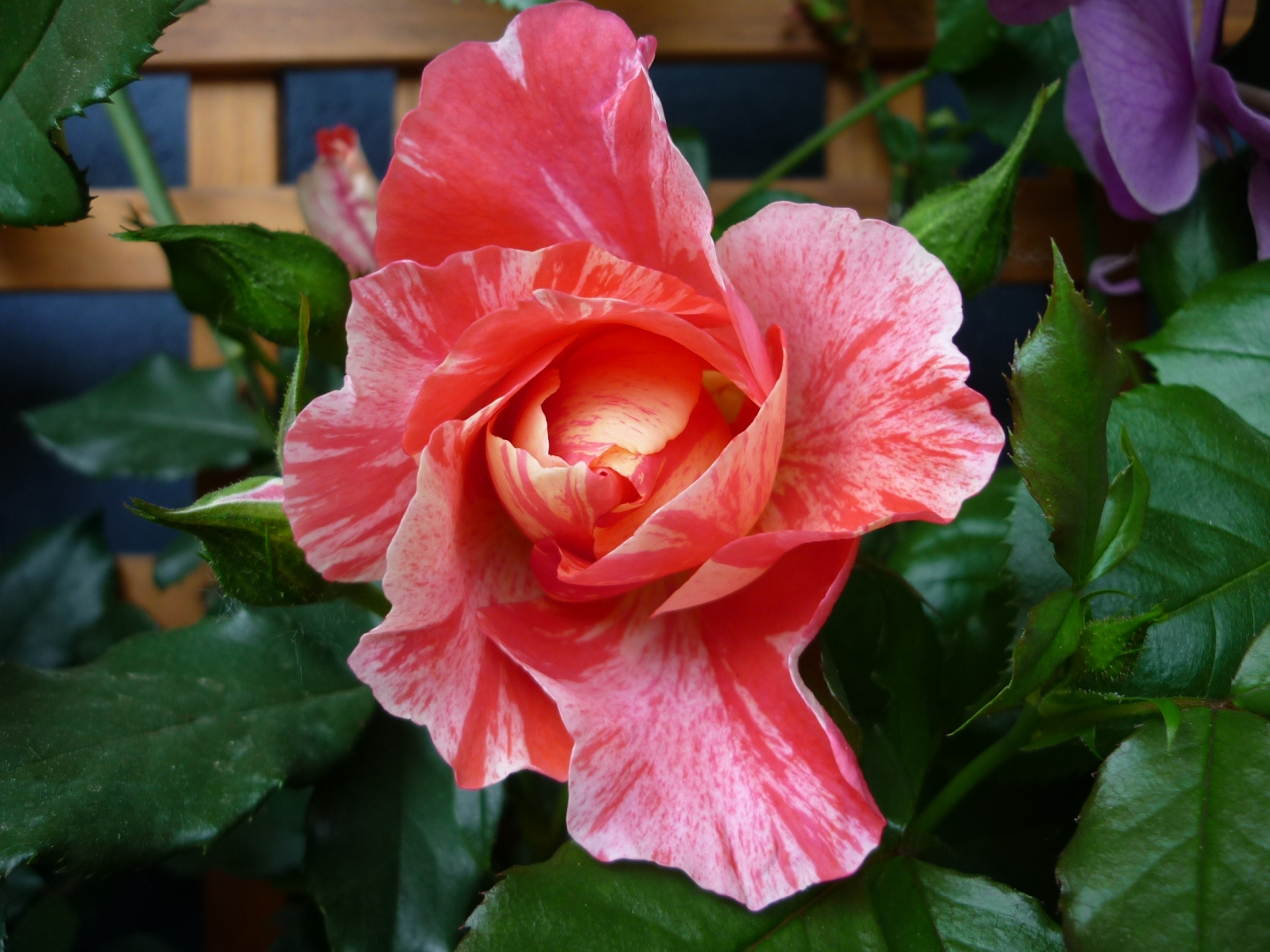
ادگار دگا

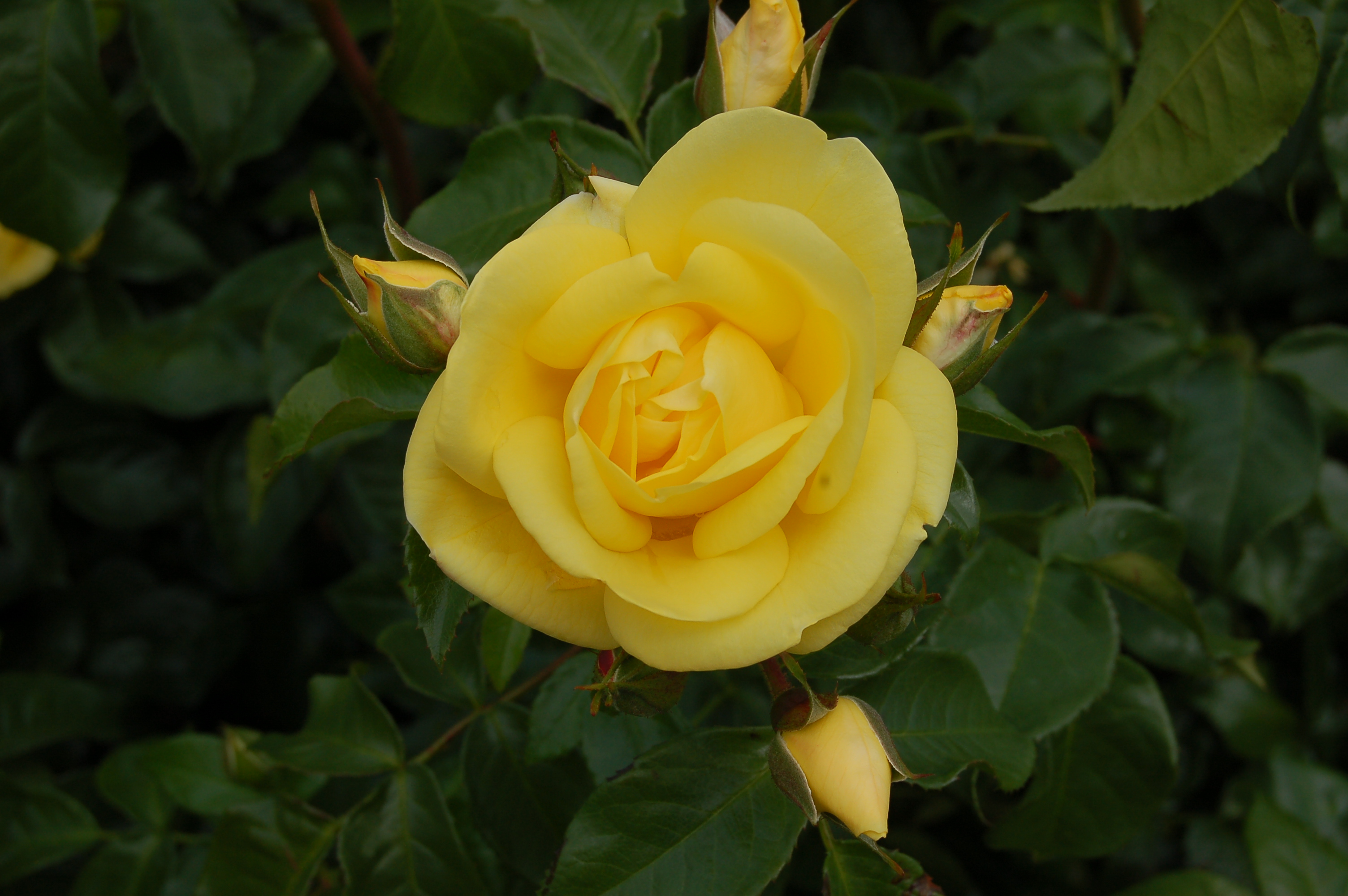
امیل نولده

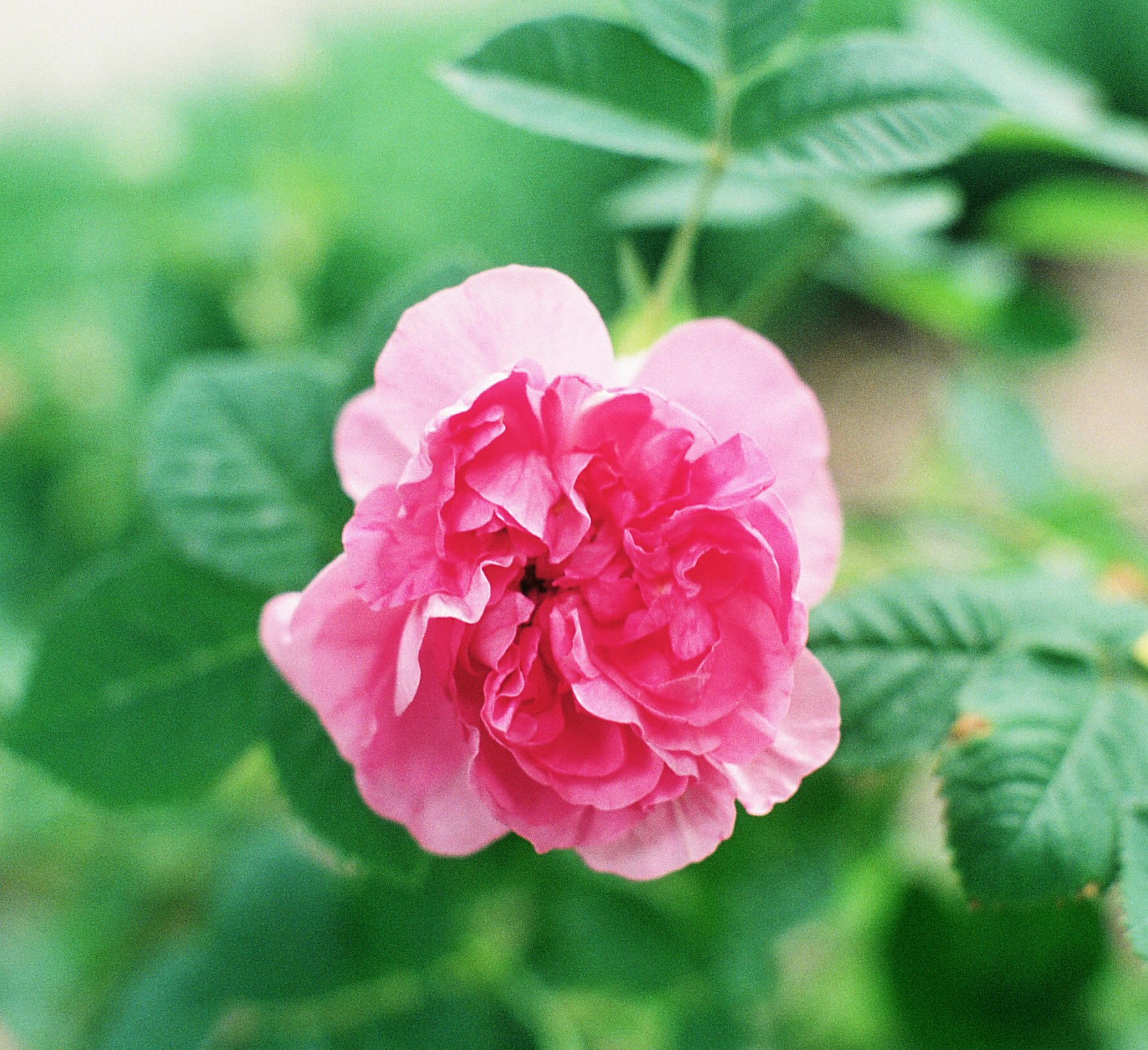
ژوزفین بوهارنه

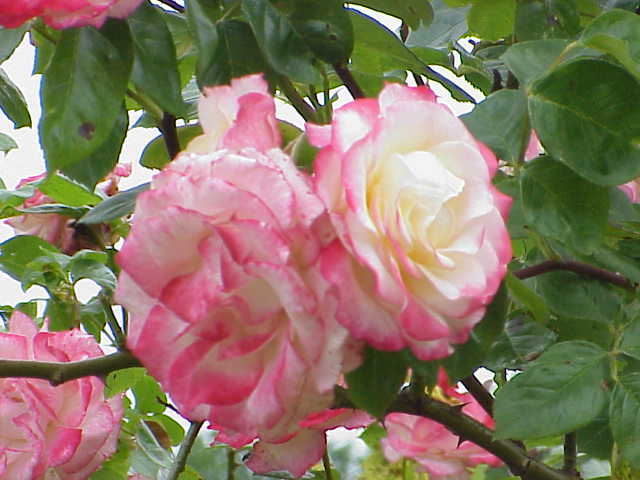
گئورگ فریدریش هندل

هلموت اشمیت

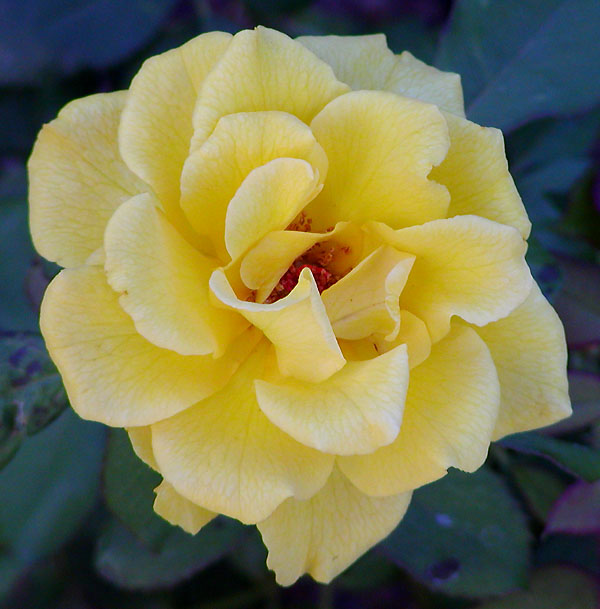
هنری فوندا

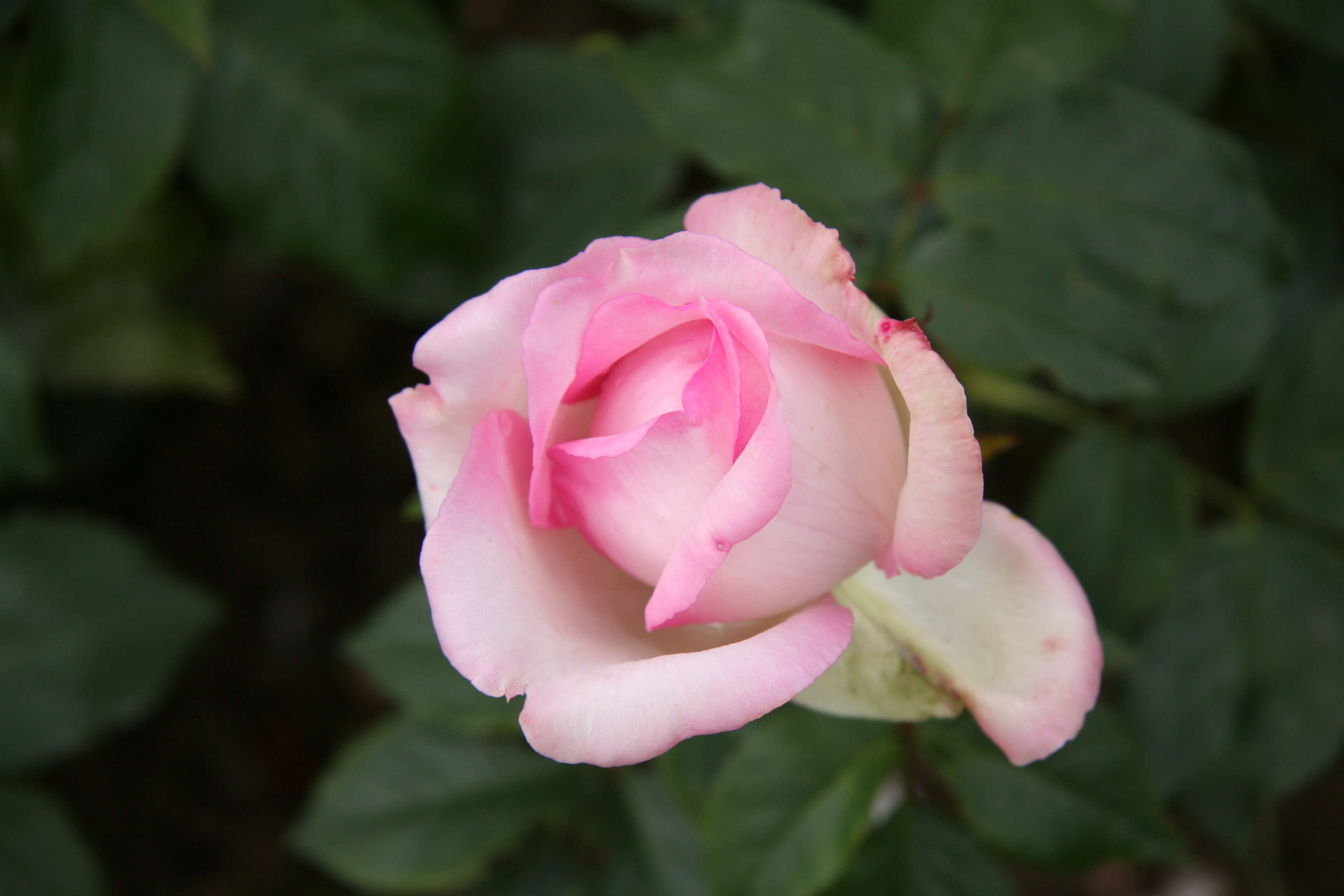
انوره دو بالزاک

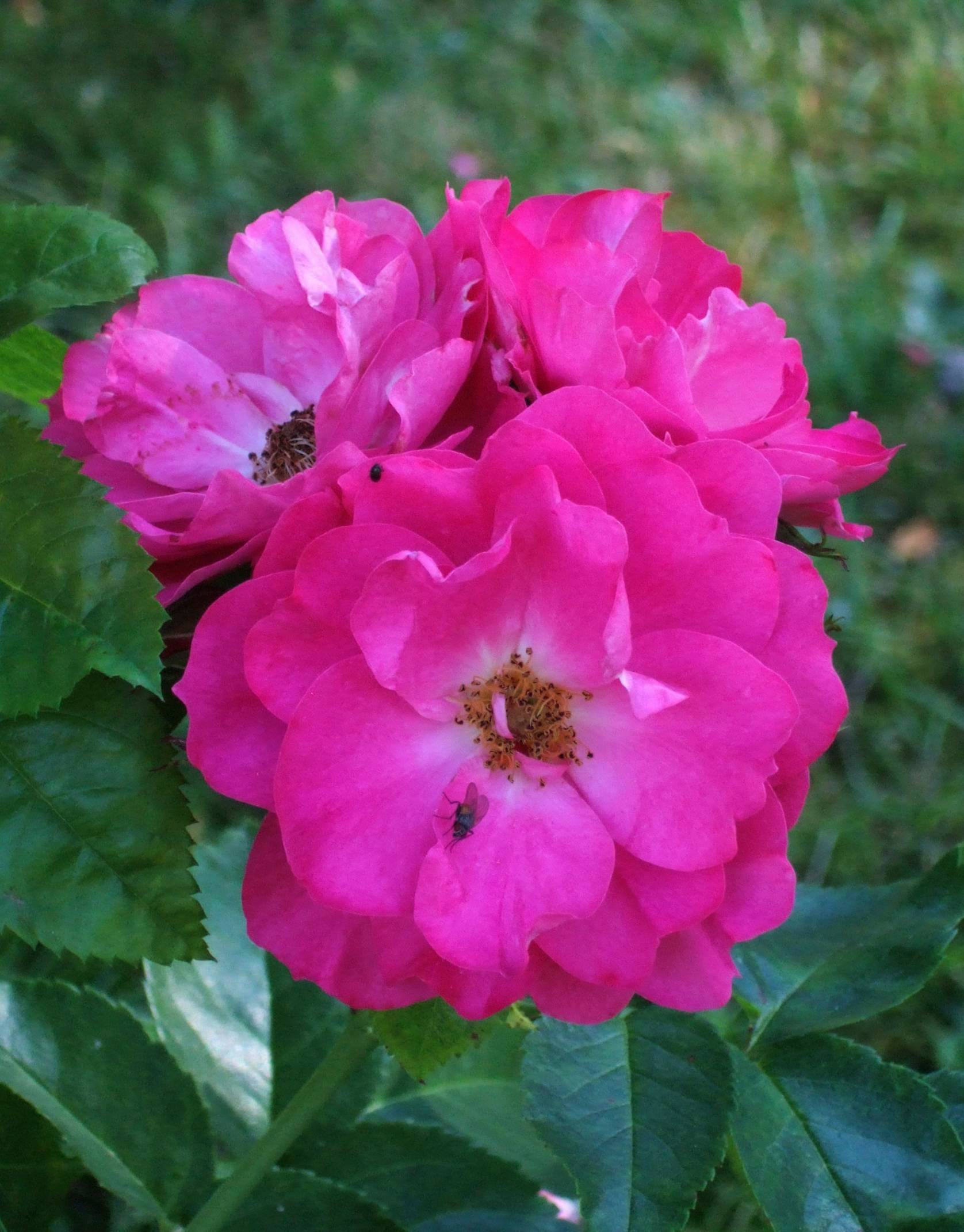
جان کابوت

- آبراهام لینکلن
- هاجر
- آگاتا کریستی

- آلبرشت دورر
- الکساندر دوما (پدر)
- آلیس همیلتون
- آلفونس دوده
- ولفگانگ آمادئوس موتسارت
- آملیا ارهارت
- آن بولین
- آنتیگونه
- آفرودیته

- آسترید لیندگرن
- آتنا
- آدری هپبورن
- پیر آگوست رنوار
- آورورا
- اوسونیوس
- لویی بلریو
- باربارا بوش
- باربارا استرایسند
- بتی بوپ (شخصیت کارتونی)

- فردریک بارباروسا
- بنجامین بریتن
- پیر-ژان دو برانژه

- باب هپ
- بابی چارلتون
- ساندرو بوتیچلی
- بریژیت باردو
- ماری تک
- کامیل پیسارو

- کاردینال ریشلیو
- کارمن (اپرا)
- کری گرانت
- ژان-ژاک کازانووا دو سنگال
- کاترین دنو
- سرس (اساطیر)
- شارلمانی
- شارل آزناوور
- شارل دوگل
- چارلز دیکنز
- جفری چاوسر
- چلوریس
- کریستف کلمب
- کریستوفر مارلو
- کلود مونه
- کلودیا کاردیناله
- کلئوپاترا هفتم
- کلیو (اسطوره)
- کلوتایمنسترا
- کولت
- ژاک‌ایو کوستو
- سوفی سگور
- مادام دو باری

- هبه (الهه جوانی)
- کریستف کلمب
- سوینین دو سیرانو دو برژراک
- پرنسس دایانا، شاهدخت ولز
- دالی پارتن
- مارتین لوتر
- کامیلا، دوشس کورنوال

- ادگار دگا
- ادوارد هفتم پادشاهی متحده
- الیزابت تیلور

- الویس پریسلی
- امیل نولده
- امیلی کار

- ژوزفین بوهارنه
- اراتو
- اوا پرون
- فلورانس نایتینگل
- فرانسوا کوپه
- فرانسوا آراگو
- فرانسوا رابله
- فردی مرکوری
- فردریک شوپن
- فردریک میسترال
- فریدریش دوم
- فریتس والتر
- اتو فون بیسمارک
- برادران گریم
- ریچارد ویلشتتر
- پاول فون هیندنبورگ
- جورج ونکوور
- ژیل بلاس
- جینا لولوبریجیدا
- یوهان ولفگانگ گوته
- فرانسیسکو گویا
- جان بانیان
- گی دو موپاسان

- هانس کریستیان آندرسن
- گئورگ فریدریش هندل
- هایدی
- هایدی کلوم
- هاینریش هاینه
- هلموت کوهل

- هلموت اشمیت
- آنری چهارم

- تولوز لوترک
- هانری ماتیس
- هنری فوندا
- هنری فورد
- هنری هودسون
- تندیس هرکول
- ادوارد هشتم پادشاهی متحده
- پاول فون هیندنبورگ
- هیپولیتا

- هومر
- آبراهام لینکلن
- انوره دو بالزاک
- یونو
- ژوزفین بوهارنه
- ایندیرا گاندی
- اینگرید برگمن
- جان جیمز اودوبان
- درد بیهوده عشق
- ژاک کارتیه
- جیمز گال‌وی
- ژان ژیونو
- ژان دارک
- جیمی گریوس
- یوهان اشتراوس (پسر)
- یوهانس راو

- جان کابوت
- جان کلر
- جان اف. کندی
- یوسف
- ژوزفین بوهارنه
- جودی گارلند
- جولی اندروز
- یونو
- فرانتس یوزف یکم
- ویلهلم یکم ، امپراتور آلمان
- ویلهلم دوم
- فرح پهلوی
- کاتلین فریر
- کلئوپاترا هفتم
- بئاتریکس هلند
- مارگریت دوم دانمارک
- کنراد آدناور
- ویکتوریا، ولیعهد سوئد
- پنلوپه
- لئاندر

- لدا
- لئوناردو دا وینچی
- لئوپولد فون زاخر-مازوخ
- گوتهولد افرایم لسینگ
- لیو تایلر
- لویی دو فرونتناک
- لوئی دوفونس
- لوئی فیلیپ
- شهردار کاستربریج (کتاب)
- سلنه
- مادام پمپادور
- ادمون روستان

- مارسل پایینول
- مارکو پولو
- ماری آنتوانت

- ماری کوری
- ماری فرانسوا سعدی کارنو
- ماری لوئیز (دوشس پارما)
- ماری اول انگلستان
- مریلین مونرو
- مارلنه دیتریش
- مریم مجدلیه
- ماری یکم اسکاتلند
- شهردار کاستربریج (کتاب)
- میکل آنژ
- مینرو
- آبراهام لینکلن
- موکتزومای دوم
- ولفگانگ آمادئوس موتسارت
- آبراهام لینکلن
- النور روزولت
- ناپلئون بناپارت
- آیزاک نیوتن
- نیکولو پاگانینی
- نیوبه
- الیویا نیوتن جان
- اتو فون بیسمارک
- نیکولو پاگانینی
- پل سزان
- پل مک‌کارتنی
- پله (بازیکن فوتبال)
- جیوانی باتیستا پرگولزی
- پابلو پیکاسو
- پیر آگوست رنوار
- پیوس نهم
- مادام پمپادور
- ژان پل دوم
- هربرت هوور

لئوناردو دا وینچی

ماریا کالاس

ماری کوری

رز یادبود پرنس موناکو

- رز یادبود پرنس موناکو (همسر گریس کلی)

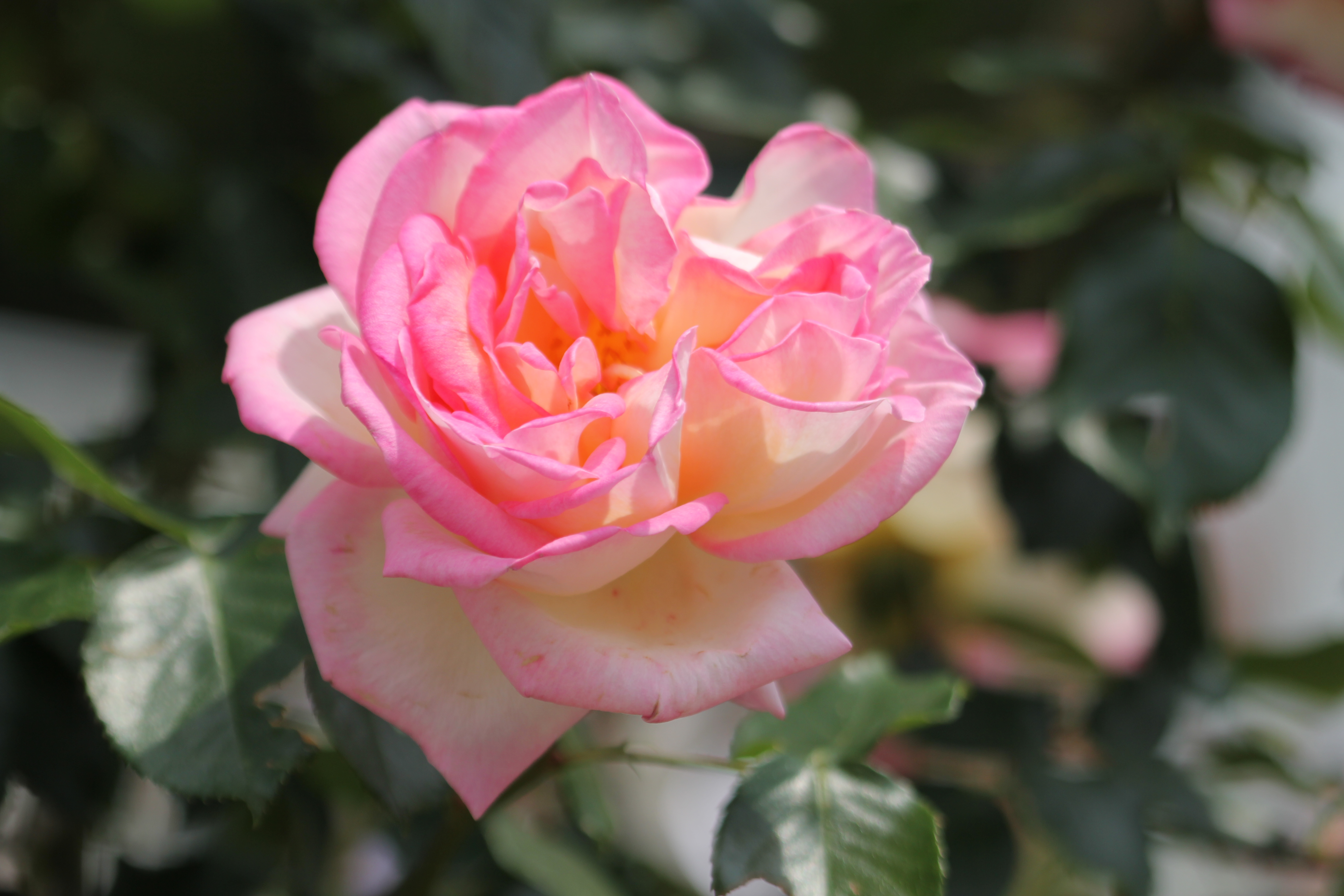
پرنسس موناکو

پرنسس ولز

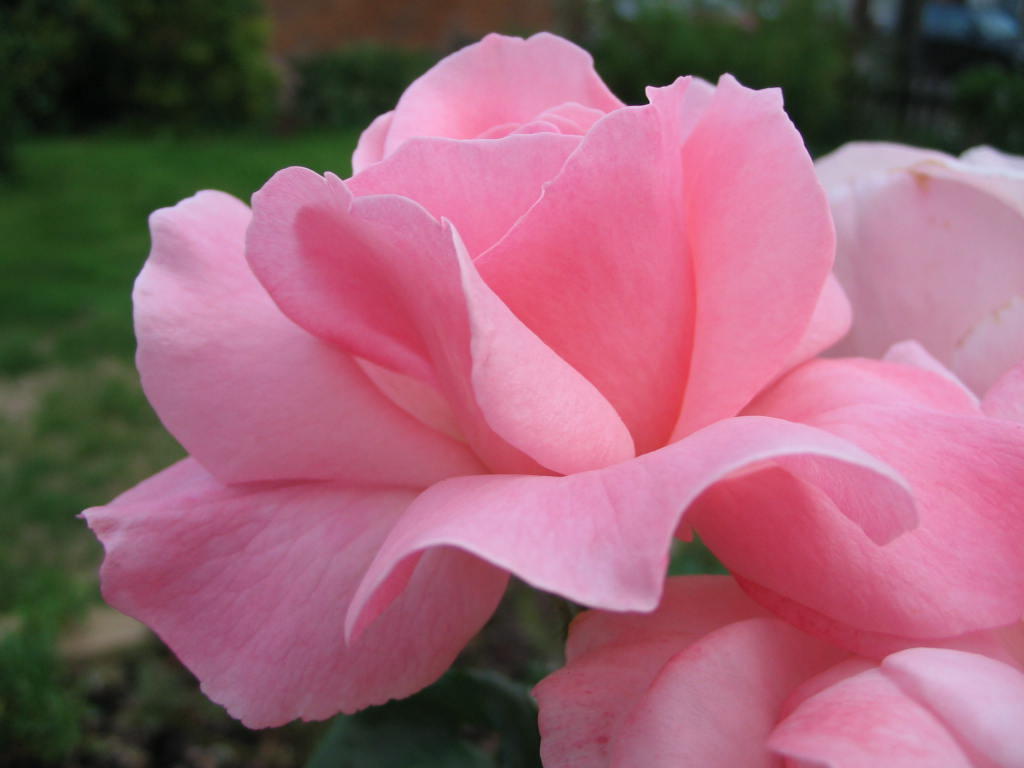
الیزابت دوم

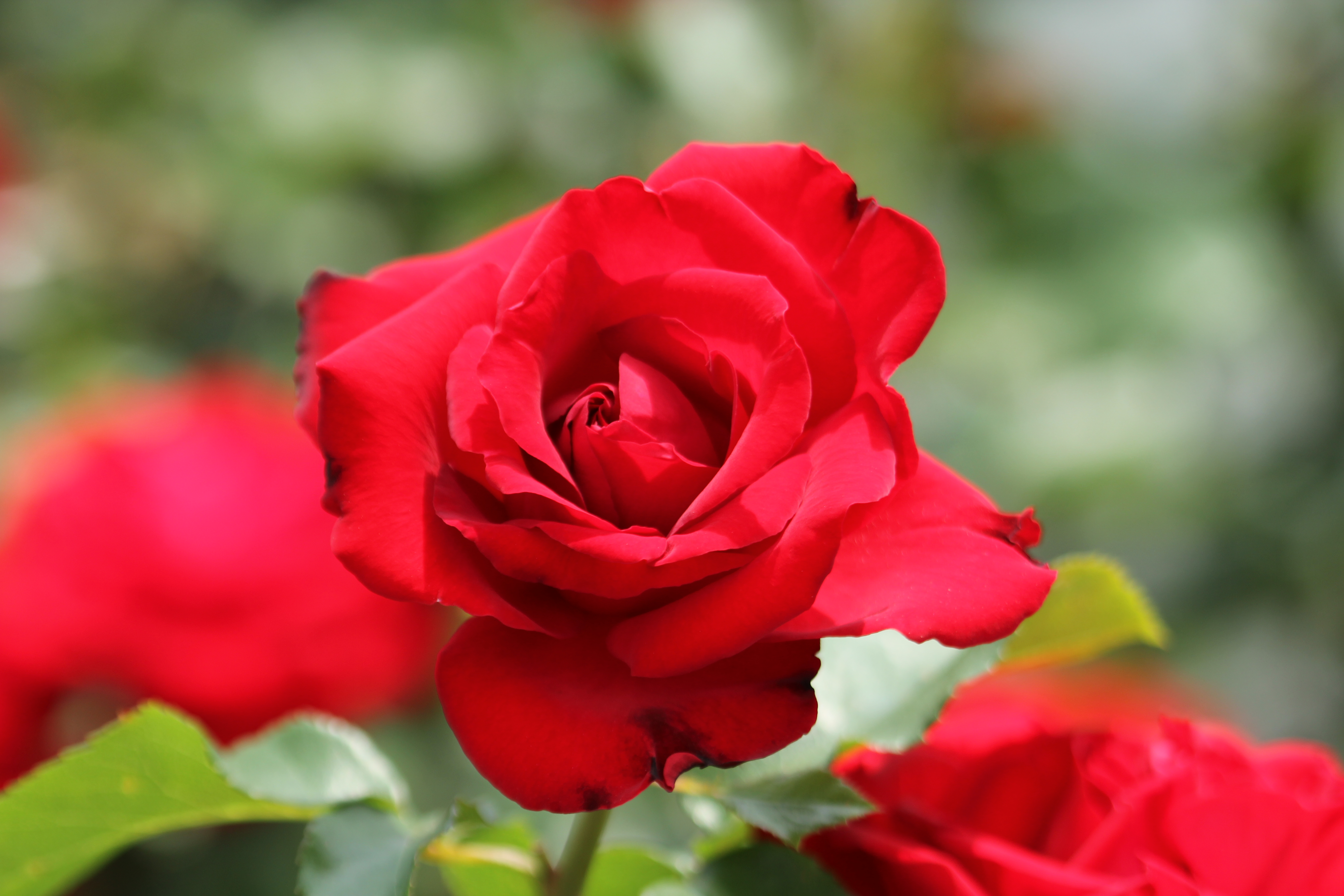
سلطان قابوس

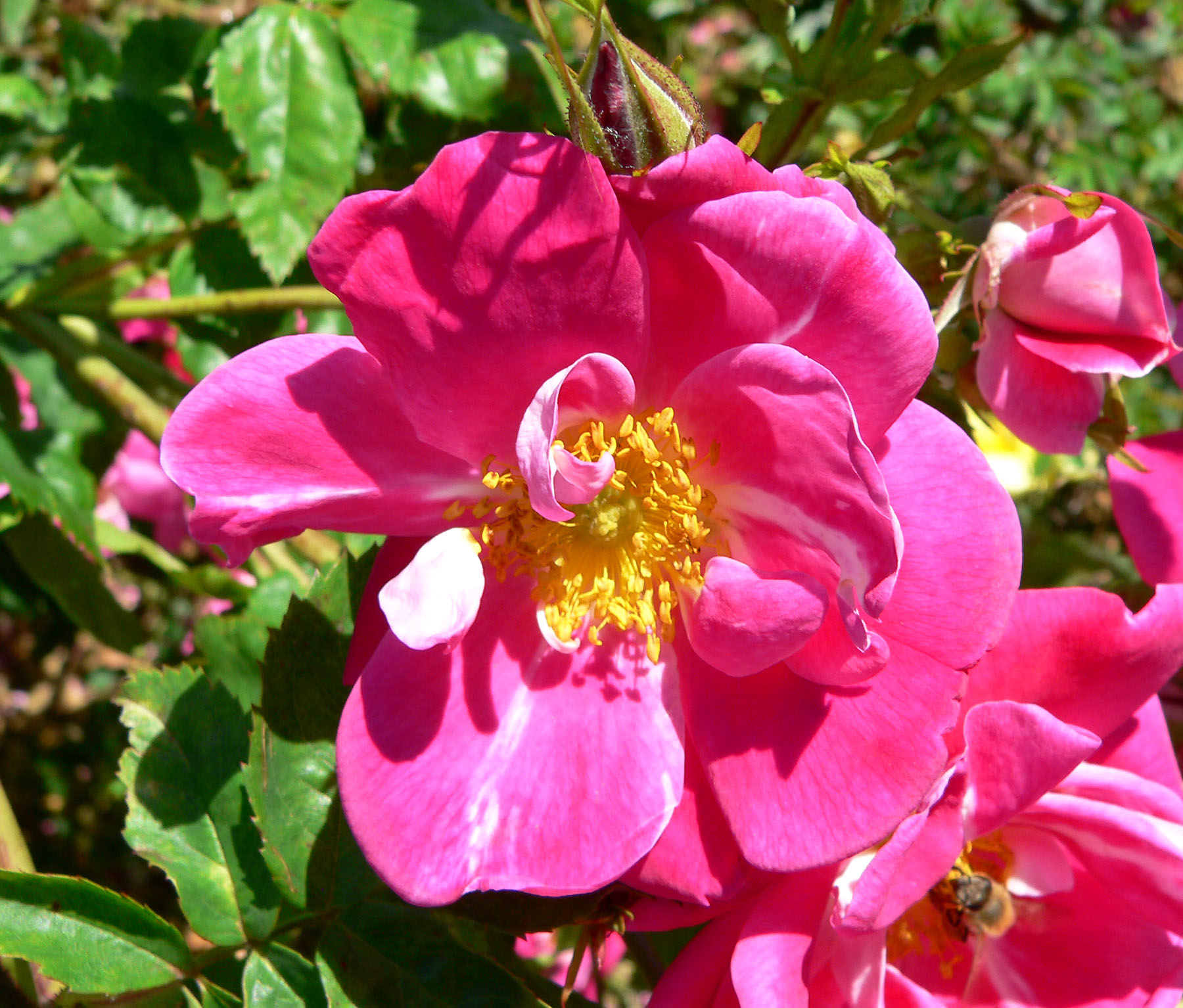
ویلیام بافن

- پرنسس موناکو

- پرنسس دایانا، شاهدخت ولز
- پسوخه و کوپیدو
- جاکومو پوچینی
- پیوتر ایلیچ چایکوفسکی
- الیزابت اول انگلستان

- الیزابت دوم
- پرنسس مارگریت (خواهر الیزابت دوم)
- نفرتیتی
- سیلویای سوئد
- ویکتوریای پادشاهی متحده
- فرانسوا رابله
- رافائل
- موریس راول
- ریبا مک‌اینتایر
- پاول فون هیندنبورگ
- رامبرانت
- ریشارد واگنر
- رابین‌هود
- آگوست رودن
- رونالد ریگان
- تئودور روزولت
- شاهزاده ویلیام، دوک کمبریج
- پتر پل روبنس
- فریدریش روکرت
- جان راسکین
- آنتوان دو سنت‌اگزوپری
- ساموئل دو شاپلن
- ساموئل پیپس
- سانتا ترسا
- سافو

- سلطان قابوس
- فریدریش شیلر
- سفیدبرفی و هفت کوتوله
- ژان سیبلیوس
- ادوارد الگار
- والتر رالی
- وینستون چرچیل
- مارسل پروست
- ویکتور هوگو
- ماری فرانسوا سعدی کارنو
- آبراهام لینکلن
- حنا (مادر مریم)
- کریستوفر قدیس
- یوحنا
- نیکلاس قدیس
- سنت پاتریک
- اشتفی گراف
- پیوتر ایلیچ چایکوفسکی
- پل مک‌کارتنی
- ثور (اساطیر)
- تینکربل
- تینو رسی
- تیتیان
- تولوز لوترک

- ویلیام بافن
- ترویلوس
- اووه زلر
- ونسان ون گوگ
- ونوس
- جوزپه وردی
- ویکتور هوگو
- ویلیام سوم انگلستان
- ویلیام موریس
- ویلیام شکسپیر
- زنوبیا